# Daniele Gianotti
Daniele Gianotti (* 14. září 1957 Sant'Ilario d'Enza) je italský římskokatolický duchovní a biskup Cremy.

## Život
Narodil se 14. září 1957 v Sant'Ilario d'Enza.
Vstoupil do kněžského semináře. Poté odešel na studia do Říma, kde pobýval v Almo collegio Capranica a studoval na Papežské univerzitě Gregoriana. Během studia navštěvoval také Papežský institut posvátné hudby. Později získal na Patristickém institutu Augustinianum diplom z patristiky. Dne 19. června 1982 byl biskupem Gilbertem Baronim vysvěcen na kněze a inkardinován do diecéze Reggio Emilia.
Zastával mnoho pastoračních služeb, jako byl; duchovní asistent skautů, člen kolegia poradců, sekretář kněžské rady, vedoucí diecézního liturgického úřadu či animátor diecézní školy pro liturgickou hudbu. V letech 2000–2005 byl biskupským vikářem pro pastoraci.
Během své akademické kariéry působil jako prefekt studentů semináře a jako vedoucí knihovny semináře. Vyučoval systematickou teologii a patristiku na Teologické akademii v Bologni. Před jmenováním biskupem byl biskupským vikářem pro kulturu.
Dne 11. ledna 2017 jej papež František jmenoval biskupem Cremy. Biskupské svěcení přijal 19. března z rukou biskupa Massima Camisascy a spolusvětiteli byli biskup Luciano Monari a biskup Oscar Cantoni.